# Josef Strauß (Lehrer)
Josef Strauß, auch genannt Sepp Strauß (* 3. Dezember 1925 in Maria Elend im Rosental; † 31. März 2013 in Hartberg), war Bezirksschulinspektor und Begründer der Sing- und Spielgruppe Hartberg (SSGH) und des Internationalen Partnerschaftsrings Hartberg (IPH).

## Leben
Josef Strauß besuchte in Maria Elend im Rosental die dreiklassige zweisprachige Volksschule bis zur 6. Schulstufe, bis er nach einer Prüfung in die 3. Klasse der Hauptschule in St. Veit an der Glan umsteigen konnte, da seine Mutter, Albine Strauß (ehem. Slanouc), dorthin geheiratet hatte. Nach dem Abschluss der Hauptschule im Jahr 1941 wurde Josef Strauß in den 1. Jahrgang der Lehrerbildungsanstalt in Klagenfurt aufgenommen. Im zweiten Jahrgang wurde diese Klasse nach Krainburg verlegt. Leiter der Anstalt war Direktor Franz Koschier. Bei ihm lernte Josef Strauß die ersten Volkstänze, die bei verschiedenen Anlässen vorgeführt wurden.
Ab Jänner 1943 diente Strauß im Reichsarbeitsdienst in Salzburg und in Frankreich, wohin er anschließend auch als Soldat kam. Im Laufe der Invasion der alliierten Truppen kam er in amerikanische Kriegsgefangenschaft und in der Folge nach England und in die USA. Am 14. Juli 1947 wurde Josef Strauß entlassen.
Zurück in Österreich, besuchte er die Lehrerbildungsanstalt in Graz, da die Ausbildungsstätte in Klagenfurt überfüllt war. 1947 maturierte er mit Auszeichnung, erhielt eine Anstellung in Graz und lernte so das kulturelle Leben der Stadt und auch tanzfreudige junge Menschen kennen.
Bei Erwin Zasche und mit dem Spielmann Vater Maier erhielt Strauß seine Grundausbildung im Volkstanz. Gundl Lawatsch-Holaubek, Fritz Frank und besonders der Bundesstaatliche Volksbildungsreferent Franz Maria Kapfhammer waren gute Lehrmeister, die ihn mit vielen zukunftsorientierten Menschen in Verbindung brachten. Kapfhammer versuchte bei den unterschiedlichsten Tagungen und Bildungsveranstaltungen, auch Musik, Gesang und Tanz einzuflechten. Josef Strauß wurde um Mithilfe gebeten. Die erste größere Tanzveranstaltung war im Herbst 1948 das erste steirische Volkstanzfest im Meerscheinschlössl.
Seine spätere Frau, Margarethe Heiling, lernte Josef Strauß beim Tanzen kennen. Sie stammte aus der Oststeiermark. Da sie bald heiraten wollten und auf Wunsch weiterer Personen ließ sich Strauß im Herbst 1949 an die Hauptschule in Hartberg versetzen. Viele Anliegen im Bereich Volksbildung warteten auf Einsatz in einem Landstrich, in dem der Zweite Weltkrieg schreckliche Spuren hinterlassen hatte. Vor allem die Jugend suchte nach neuen Perspektiven. Der Bund steirischer Landjugend war im Entstehen. Jede gegründete Ortsgruppe wollte auch einen Tanzkurs abhalten. Auch Tracht, neues Bauen, Gestaltung von Brauch und Festen, Blasmusiken, Theatergruppen usw. brauchten Helfer und Berater. Dies stellte eine große Herausforderung für Josef Strauß dar, der sich neben seiner Tätigkeit als Lehrer, später Direktor und Bezirksschulinspektor in allen Bereichen ehrenamtlich engagierte.
Schon 1952 entstanden über die Landjugend in Schildbach (Gemeinde Hartberg Umgebung) erste Kontakte zu ähnlichen Gruppen in Westfalen, was zu einer Auslandsfahrt der „Volkstumsgruppe“ des Bezirksjugendreferenten Hartberg auf die Jugendburg Vlotho führte. 1959 war diese Arbeitsgruppe erstmals bei einem internationalen Seminar und Tanzgruppentreffen auf der Burg Ludwigstein in Hessen. Die dort geschlossenen Freundschaften mit Teilnehmern aus Schweden, Finnland, Frankreich, England u. a. waren die Basis für die dann folgenden Auslandsreisen der nun „Sing- und Spielgruppe Hartberg“ genannten Gemeinschaft, die 1962 zu den ersten „Begegnungen Volkstanz“ in Hartberg einlud und dies dann durch die folgenden Jahrzehnte fortsetzte. Schon sehr früh stellte sich die Frage: Was ist und was wollen wir mit internationalem Volkstanz? Neben der Pflege heimischer Kulturüberlieferung ging es zentral darum, durch Begegnungen Grenzen zu überschreiten und Brücken zu bauen zu anderen Menschen und Völkern.
Das Leitmotiv „Wir wollen Brücken Bauen von Mensch zu Mensch – von Volk zu Volk“ entstand:
- Einander Hilfe und Freundschaft zu geben in der unpersönlich werdenden Weltgesellschaft,
- Das einfache Leben der Vorfahren zu versuchen und Überkommenes vor dem Vergessen zu bewahren,
- Die Volkskunst als Sprache zu Gleichgesinnten im Lande und bei anderen Völkern zu pflegen
- Nicht in Verallgemeinerungen und Radikalismen zu verfallen, sondern tolerant den Weg der Verständigung zu gehen.

Der begonnene Weg erwies sich als schwierig. Die Sing- und Spielgruppe bereiste in den folgenden Jahrzehnten fast alle Länder Europas, machte in Aufführungen und in Ausstellungen, Rundfunk- und Fernsehauftritten sowie in Berichten in den Medien und mit dem Vertrieb von Tonträgern Werbung für die Steiermark und Österreich. Die Gruppe war bemüht, nicht in Folkloristik zu verfallen, und hielt sich nicht stur an vorgegebene Normen. Sie hat mit dieser Arbeit am Aufbau der Idee einer vielfältigen europäischen Gemeinschaft mit gewirkt, auch wenn das zu Hause nicht immer verstanden oder auch belächelt wurde.
Doch auch Anerkennung und Lob wurden zugesprochen. Immer wieder erfolgten humanitäre Hilfeleistungen an bedürftige Menschen und Gemeinschaften, die vom „Verein zur Förderung internationaler Begegnungen“ erbracht wurden, vor allem in den neuen Ostländern.
Die internationalen Volkstumsveranstaltungen fanden regen Zuspruch und sinngemäß auch Nachahmer. Über 300 ausländische Gruppen (über 10.000 Personen) aus Europa, Nordamerika und Asien kamen nach Hartberg. Um den Kontakt zu den vielen Gruppen nicht zu verlieren, wurde der „Internationale Partnerschaftsring Hartberg“ gegründet. Um die Organisation der seit den 80er Jahren zweimal jährlich durchgeführten „Begegnungen“ zu bewältigen, die jedes Mal in verschiedenen oststeirischen Orten durchgeführt wurden, entstand 1980 der „Verein zur Förderung internationaler Begegnungen“. Die Zeitschrift „Mitteilungen“ (46 Hefte) erschien zweimal im Jahr und berichtete über die Arbeit und Vorhaben des Vereines, beschäftigte sich, auch in wissenschaftlicher Form, mit den unterschiedlichsten Bereichen ländlicher Volkskunst und war eine wichtige Verbindung zu und zwischen den Menschen, die an den Veranstaltungen interessiert waren.
Margarethe erlag ihrem Krebsleiden und hinterließ vier gemeinsame Töchter. 1971 ehelichte Josef Strauß Ilse Hupfer (Lehrerin) aus Graz. Sie war in Folge an zahlreichen Publikationen beteiligt und leitet bis heute den Chor der Sing- und Spielgruppe Hartberg.

## Projekte und Mitwirkungen
- Begründer und Obmann (bis zuletzt Ehrenobmann) der Sing- und Spielgruppe Hartberg
- Begründer des Internationalen Partnerschaftsringes Hartberg
- Begründer des Vereines zur Förderung der Internationalen Begegnungen
- Organisator der Internationalen Begegnungen Volkstanz
- Autor der Vereinszeitschrift „Mitteilungen“
- Vorstandsmitglied des Steirischen kulturellen Arbeitskreises
- 1953 bis 1975 vom Amt der Stmk. Landesregierung bestellter Bezirksjugendreferent
- Zuständiger für Lehrerfortbildung im Bezirk Hartberg
- Mitglied der Bundesleitung Österreichischer Buchklub der Jugend
- Lektor der Jugendschriftenkommission des Bundesministeriums für Unterricht und Kunst
- Mitglied der Internationalen Organisation Volkskunst (IOV)
- Mitglied der ARGE Volkstanz Steiermark
- Mitglied des steirischen Volksliedwerks
- ab 1960 (Gründungs-)Mitglied und ab 2010 Ehrenmitglied der Bundesarbeitsgemeinschaft Österreichischer Volkstanz (BAG)[1]
- ab 1964 vom Landesschulrat für Steiermark bestellter Landschulreferent
- Geschäftsführer des Oststeirischen Fremdenverkehrsverbandes
- Historischer Verein Hartberg
- 1968–1980 Direktor der damaligen Knabenhauptschule Hartberg, heute Rieger-Hauptschule[2]
- 1980 bis 1990 Bezirksschulinspektor
- Initiator der Europagespräche Hartberg[3]

## Auszeichnungen und Urkunden
- 1955: BMf.UK BM Drimmel: Dank u. Anerkennung für Förderung außerschulischer Jugenderziehung
- 1958: Landesrat Hanns Koren: Dank für Gestaltung der Hartberger Jugendwoche
- 1961: Stmk. Landeskammer für Land- und Forstwirtschaft: Kammermedaille in Bronze für Betreuung der Landjugend
- 1966: Silbernes Verdienstzeichen der Republik Österreich für kulturelle Jugendarbeit
- 1971: Ostst. Fremdenverkehrsverband: Ehrenplakette für Verdienste um den Ostst. Fremdenverkehr
- 1974: Stadt Hartberg: Ehrennadel für langjähriges kulturelles Wirken
- 1975: Amherst Glee Club, USA with Gratitude for Help – concert
- 1982: Landeskammer für Land und Forstwirtschaft: Kammermedaille in Silber
- 1987: Bundesminister für Unterricht: Ernennung zum Regierungsrat
- 1989: Bundesminister für Unterricht: Dank und Anerkennung
- 1989: Landesschulrat Steiermark: Dank und Anerkennung
- 1991: ARGE Österreichischer Volkstanz: Dank für langjährige Verdienste als Förderer der Volkstumspflege
- 1993: Braunschweiger VTG und Trachtengilde: Dankurkunde für Aufbau der Internationalen Begegnungen Volkstanz
- Großes goldenes Ehrenzeichen des Landes Steiermark für die Verdienste als Bezirksschulinspektor
- Humanitas-Medaille: Dank für sozialen Einsatz – Menschlichkeit (an den Verein zur Förderung internationaler Begegnung Volkskunst)
- 2006: Stmk. Landesregierung: Dank für sozialen Einsatz – Menschlichkeit
- 2007: Steirischer Seniorenbund: Silberne Ehrennadel
- 2007: BAG: Verleihung der Raimund-Zoder-Medaille[4]
- 2010: ARGE Volkstanz: Verleihung der Ehrenmitgliedschaft
- 2010: Waisenhaus in Cupcui, Moldawien: Danke für viele Jahre Hilfe

## Publikationen
- Josef Strauß, August Winkelbauer: Festschrift: 100 Jahre Landesbürgerschule, Hauptschulen Hartberg. Selbstverlag Druckerei Schönwetter, Hartberg, 1970.
- Josef Strauß: Mitteilungen. Verein zur Förderung Internationaler Begegnungen der Sing- und Spielgruppe Hartberg. des Vereines zur Förderung Internationaler Begegnungen Volkskunst in Hartberg, 1986–2000 (Reihe)
- Josef Strauß: Die zu Hügeln erstarrte Sehnsucht. Ein fotografischer Streifzug durch die oststeirische Heimat. Selbstverlag des Vereines zur Förderung Internationaler Begegnungen Volkskunst in Hartberg, 1994.
- Josef Strauß: "Internationale Begegnungen Volkskunst 95 in Hartberg." In: Der Fröhliche Kreis, Nr. 45, 1995.
- Josef Strauß, Christian Handl (Fotogr.): Hartberg, eine Stadt im Wandel der Zeit. Heimat-Verlag, Schwarzach 2003, ISBN 3-9501643-8-3.
- Josef Strauß, Ilse Strauß: Mundart in der nördlichen Oststeiermark. Eine Sammlung von Sepp und Ilse Strausz. Selbstverlag des Vereines zur Förderung Internationaler Begegnungen Volkskunst in Hartberg, im Hanns-Koren-Gedenkjahr 2006.
- Josef Strauß, Helmut Jeglitsch: "Erinnerungen eines alten Volkstänzers." In: Der Fröhliche Kreis, Zeitschrift der Bundesarbeitsgemeinschaft Österreichischer Volkstanz, Nr. 3, 2013.[5]